# Earl Christy
(en) Statistiques sur pro-football-reference
Earl Oliver Christy, né le 19 mars 1943 à Perryman, est un joueur américain de football américain.

## Biographie

### Enfance
Christy étudie à la Havre de Grace High School d'Havre de Grace et intègre les équipes de football américain, de basket-ball et d'athlétisme,.

### Carrière
Il entre au Maryland State College, ancien nom de l'université de Maryland Eastern Shore, et joue dans l'équipe de football de 1962 à 1965. Christy sort diplômé de l'université en 1967, avec un degré en éducation physique. 
Earl Christy n'est sélectionné par aucune équipe lors d'un draft de la NFL. Il intègre le circuit des Jets de New York et apparaît, à plusieurs reprises, dans des équipes de l'Atlantic Coast Football League, une ligue mineure servant de réservoir de jeunes aux équipes professionnelles. Christy évolue aux postes de running back, de defensive back ou encore de punt returner et de kick returner, parcourant notamment vingt-cinq yards sur un retour de coup de pied au Super Bowl III. 
Cependant, le joueur reste à un poste de remplaçant pendant trois saisons, jouant trente matchs. En 1974, il signe avec les Stars de New York, en World Football League, mais ne dispute aucun match avec cette franchise,. 